# Голден Біс (футбольний клуб)
Футбольний клуб «Голден Біс» або просто «Голден Біс» (англ. Golden Bees Football Club) — професіональний футбольний клуб з Намібії, який представляє місто Оучо.

## Історія
Футбольний клуб «Голден Біс» було засновано в 1975 році в місті Оучо провінції Кунене. Це єдина команда з провінції Кунене, яка будь-коли грала у вищому дивізіоні національного чемпіонату. Протягом багатьох років «Голден Біс» є одним з найсильніших клубів другого дивізіону національного чемпіонату. В сезоні 2009/10 років команда посіла 2-ге місце в Першому дивізіоні національного чемпіонату Північної зони. Представники клубу намагалися оскаржити результати чемпіонату, стверджуючи що вони перемогли «Роббер Чентіс» з рахунком 2:1.
Більшість домашніх поєдинків команда проводить на стадіоні «Оучо», але деякі також грає і на меншому стадіоні «Етоша-Пурт».

## Досягнення
- Перший дивізіон (Північна зона)
  -  Срібний призер (1): 2009-10